# Molwanîen. Land des schadhaften Lächelns
Das Buch Molwanîen. Land des schadhaften Lächelns (englischer Originaltitel: Molvanîa: a Land Untouched by Modern Dentistry; wörtliche Übersetzung: Molvanîen: ein von der modernen Zahnheilkunde unberührtes Land) der australischen Autoren Santo Cilauro, Tom Gleisner und Rob Sitch ist eine Parodie auf einen Reiseführer. Es wurde 2004 vom Verlag Hardie Grant veröffentlicht, die deutsche Übersetzung erschien 2005 im Heyne Verlag. Die Parodie wurde ein internationaler Bestseller. Die Internationale Tourismus-Börse in Berlin zeichnete die deutsche Ausgabe im Rahmen der Verleihung der „ITB BuchAwards 2006“ mit einem Sonderpreis aus.

## Inhalt

Fiktive Flagge von Molwanîen: Die „Trikolor“

Aufgemacht im Stil eines professionellen Reiseführers, liefert das Buch touristische Hinweise und Hintergrundinformationen über das fiktive Land Molwanîen (häufig auch Molwanien ohne Akzent), einen postkommunistischen südosteuropäischen Staat. Die detailreiche Beschreibung offenbart Molwanîen sofort als marodes, hässliches Land mit verschrobenen, tumben Bewohnern; zu diesem Zweck werden alle gängigen negativen Klischees über die Länder des Balkans und des früheren Ostblocks bemüht. Der Versuch, Molwanîen als Urlaubsziel dennoch schmackhaft zu machen, scheitert kläglich: Mit jeder angepriesenen „Sehenswürdigkeit“ (die smogverhüllte Hauptstadt Lutenblag mit ihrer stalinistischen Architektur, „einem der weltweit ältesten noch in Betrieb befindlichen Kernreaktoren“ etc.) enthüllt der Reiseführer das Land nur immer weiter als einen einzigen touristischen Albtraum.

## Aktionen zum Thema „Molwanîen“
- Höhepunkte des Molwanîen-Projektes waren der Auftritt auf der Internationalen Tourismus-Börse 2005 und der Versuch, am Eurovision Song Contest teilzunehmen. Hier sollte der „Landesstar“ Zladko „Zlad“ Vladcik 2004 mit der Techno-Ballade Elektronik – Supersonik und 2005 mit dem Lied „I Am The Anti-Pope“ / The Conclave auftreten.
- Die Fluggesellschaft Condor trug ihren Teil zum molwanischen Bekanntheitsgrad bei, indem sie am 1. April 2005 10.000 Gratisflüge  nach Molwanîen anbot und täuschend echte Online-Tickets ausstellte. Der Aprilscherz wurde einen Tag später aufgelöst.

## Molwanîen bei anderen Autoren
- 2006 erschien das Buch Bilanzblüten in Molwanîen. Das Ringen um die perfekte Rechnungslegung in einem unbekannten Land unter dem Pseudonym Sebastian Hakelmacher im Libelle Verlag.[3] In dem Buch werden die tatsächlichen Umstände der Rechnungslegung in modernen Unternehmen bis zur Unkenntlichkeit entstellt und persifliert.[4]
- 2009 wird in der Ausgabe der Zeitschrift Oldtimer-Markt (4/2009) von der Zulassung eines raketengetriebenen Fahrzeugs in Molwanîen berichtet. Der Autor beschreibt den Zulassungsvorgang in diesem Land, um die strengen Vorschriften in Deutschland zu umgehen. Bei dem Artikel handelt es sich um den jährlichen Aprilscherz.